# گائتان انگلبرت
گائتان انگلبرت (انگلیسی: Gaëtan Englebert؛ زادهٔ ۱۱ ژوئن ۱۹۷۶) یک بازیکن فوتبال اهل بلژیک است که برای آر.سی.اف لیژ بازی می‌کند. از دیگر باشگاه‌هایی که در آن بازی کرده‌است می‌توان به کلوب بروژ اشاره کرد.
وی همچنین در تیم ملی فوتبال بلژیک بازی کرده و عضو این تیم در جام جهانی فوتبال ۲۰۰۲ نیز بوده است.